# Леопард з вершини Кіліманджаро
«Леопард з вершини Кіліманджаро» (рос. Леопард с вершины Килиманджаро) — науково-фантастичний роман російської радянської письменниці Ольги Ларіонової. Вперше виданий у 1965 році. Перекладений польською, німецькою, іспанською, словенською та сербохорватською мовами.

## Сюжет
XXVIII століття. Космонавт Рамон після 11 років перебування на космічному буї повертається на Землю. Рамон опиняється в карантині та дізнається, що люди, які й доти жили по 150—200 років, живуть значно активніше, працюють з більшим ентузіазмом, аніж раніше. Сана, що колись була коханою жінкою Рамона, розповідає йому про події минулих 11 років.
За час його відсутності комуністичне людство значно просунулось у створенні штучного інтелекту. Інтелектуальна система зібрала найповніші дані про всіх осіб, що живуть на планеті. Було також запущено автоматичний апарат «Овератор» за межі Сонячної системи до Тау Кита з метою розвідки. Проте через дію невідомого випромінювання апарат здійснив мандрівку не у просторі, а у часі на приблизно 170 років у майбутнє. Перебування «Овератора» у майбутньому дозволило не лише ідентифікувати всіх сучасників-землян, а й дізнатися роки їхньої смерті. Більшість жителів Землі вирішило скористатися можливістю дізнатися про власну дату смерті. Тому темп життя суспільства невпинно прискорюється. Основна мета — не розмінюватись на дрібниці і встигнути здійснити найважливіше.
Сана має померти наступного року, вона знає рік, коли це станеться, але не точну дату. Особисту драму головного героя доповнює трагізм романтичних відносин з юною Ілль, що працює у «Хижці», високогірній рятувальній станції. Сана ставиться до Рамона так, ніби він у боргу перед нею, він не сприймає цього та закохується в Ілль. Пізніше Рамон дізнається, що Сана смертельно хвора через вплив космічних променів. Вона організувала експедицію з порятунку Рамона, що мало на неї згубний вплив; п'ятеро лікарів з її групи вже померли. Сана попри те втішена, що Рамон може бути біля неї.
Однієї ночі Ілль вирушає на порятунок групи підлітків, які застрягли в ущелині й гине під потоком води. Рамон усвідомлює, що вона не боялася смерті та вирішує дізнатися дату своєї.

## Проблематика і символіка
Твір присвячено осмисленню проблеми життя і смерті. За зовнішніми ознаками психологічного трилера криються глибокі філософські сенси. Із роздумів головного героя про вплив знання на життя людини та розмов на рятівній базі читач дізнається про грані невідворотного.
Як з'ясовується, усі персонажі роману є морально сильними людьми і до проблеми знання про смерть ставляться спокійно, не зациклюючись на ній.
Символізм назви (вирізьблена фігурка практично мертвого леопарда, що видирається на вершину) відображає потяг до життя замість знехтуваного інстинкту смерті.

## Видання
1. Ольга Ларионова. Леопард с вершины Килиманджаро (роман) // Альманах научной фантастики. Выпуск 3 / Составители: Е. Брандис, В. Дмитревский. — М.: Знание, 1965[2]. — С. 3-161[3][4].(рос.)
2. Ольга Ларионова. Леопард с вершины Килиманджаро (роман) // Ларионова, О. Остров мужества. — Л.: Лениздат, 1971. — С. 9-179. [Архівовано 2 листопада 2019 у Wayback Machine.](рос.)
3. Olga Łarionowa. Lampart ze szczytu Kilimandżaro (роман, переклад R. Wilczyńska) // Łarionowa, О. Lampart ze szczytu Kilimandżaro. — Poznań: Wydawnictwo Poznańskie, 1987. — S. ? [Архівовано 2 листопада 2019 у Wayback Machine.](пол.)
4. Ольга Ларионова. Леопард с вершины Килиманджаро (роман) // В круге света / Составитель: А. И. Степин. — Кишинев: Штиинца, 1988. — С. 159—263. [Архівовано 2 листопада 2019 у Wayback Machine.](рос.)
5. Ольга Ларионова. Леопард с вершины Килиманджаро (роман) // Ларионова, О. Леопард с вершины Килиманджаро. — М.: АСТ, СПб.: Terra Fantastica, 2001. — С. 5-149. [Архівовано 2 листопада 2019 у Wayback Machine.](рос.)
6. Ольга Ларионова. Леопард с вершины Килиманджаро (роман) // Серебряный век фантастики / Составитель: Василий Головачёв. — М.: Эксмо, 2005. [Архівовано 2 листопада 2019 у Wayback Machine.] — С. 657—809.(рос.)